# Xian autonome mongol de Fuxin
Le xian autonome mongol de Fuxin (阜新蒙古族自治县 ; pinyin : Fùxīn měnggǔzú Zìzhìxiàn) est un district administratif de la province du Liaoning en Chine. Il est placé sous la juridiction de la ville-préfecture de Fuxin. Il protège le site archéologique de Chahai, du néolithique chinois ancien (VIe millénaire avant notre ère).

## Démographie
La population du district était de 728 518 habitants en 1999.